# McDowell
McDowell bzw. MacDowell ist ein englischer Familienname.

## Namensträger

### McDowell
- Addison McDowell (* 1994), US-amerikanischer Politiker
- Alex McDowell (* 1955), US-amerikanischer Production Designer
- Alexander McDowell (1845–1913), US-amerikanischer Politiker
- Brendan McDowell (* 1992), australischer Eishockeyspieler
- Charles McDowell (1871–1943), US-amerikanischer Politiker
- Charlie McDowell (* 1983), US-amerikanischer Filmregisseur, -produzent und Drehbuchautor
- Claire McDowell (1877–1966), US-amerikanische Schauspielerin
- Derek McDowell (* 1958), irischer Politiker
- Fred McDowell (1904–1972), US-amerikanischer Sänger und Gitarrist
- Graeme McDowell (* 1979), nordirischer Golfspieler
- Harris B. McDowell (1906–1988), US-amerikanischer Politiker
- Irvin McDowell (1818–1885), US-amerikanischer Offizier der Unionsarmee
- Jai McDowall (* 1986), britischer Sänger
- James McDowell (1795–1851), US-amerikanischer Politiker
- James F. McDowell (1825–1887), US-amerikanischer Politiker
- Jean McDowell (1908–2000), britische Schwimmerin
- John McDowell (Politiker, 1894) (1894–1980), schottisch-kanadischer Politiker
- John McDowell (Politiker, 1902) (1902–1957), US-amerikanischer Politiker (Pennsylvania)
- John McDowell (Philosoph) (* 1942), südafrikanischer Philosoph
- John McDowell (Bischof) (* 1956), irischer emeritierter anglikanischer Erzbischof und Theologe
- John A. McDowell (1853–1927), US-amerikanischer Politiker
- John Bernard McDowell (1921–2010), US-amerikanischer Geistlicher, römisch-katholischer Weihbischof im Bistum Pittsburgh
- John Ralph McDowell (1902–1957), US-amerikanischer Politiker
- Johnny McDowell (1915–1952), US-amerikanischer Automobilrennfahrer
- Joseph McDowell junior (1756–1801), US-amerikanischer Politiker
- Joseph McDowell (Politiker, 1758) (1758–1799), US-amerikanischer Offizier und Politiker
- Joseph J. McDowell (1800–1877), US-amerikanischer Politiker
- Josh McDowell (* 1939), US-amerikanischer Schriftsteller
- Katie McDowell (* 1975), US-amerikanische Seglerin
- Linda McDowell (* 1949), britische Geographin
- Louise Sherwood McDowell (1876–1966), US-amerikanische Physikerin und Hochschullehrerin
- Madeline McDowell Breckinridge (1872–1920), US-amerikanische Frauenrechtlerin und Sozialreformerin
- Malcolm McDowell (* 1943), englischer Schauspieler
- Mary McDowell (1854–1936), US-amerikanische Sozialreformerin und Frauenrechtlerin
- Michael McDowell (Autor) (1950–1999), US-amerikanischer Drehbuchautor
- Michael McDowell (Politiker) (* 1951), irischer Politiker
- Michael McDowell (Rennfahrer) (* 1984), US-amerikanischer Rennfahrer
- Michael P. Kube-McDowell (* 1954), US-amerikanischer Science-fiction-Autor
- Paul McDowell (Ruderer) (1905–1962), US-amerikanischer Ruderer
- Paul McDowell (Schauspieler) (1931–2016), britischer Schauspieler
- Ronnie McDowell (* 1950), US-amerikanischer Musiker
- Sam McDowell (* 1942), US-amerikanischer Baseballspieler
- Samuel B. McDowell (1928–2014), US-amerikanischer Herpetologe
- Thomas David Smith McDowell (1823–1898), US-amerikanischer Politiker
- W. W. McDowell (1867–1934), US-amerikanischer Politiker und Diplomat
- W. Wallace McDowell (1906–1985), US-amerikanischer Ingenieur und IBM-Manager
- W. Wallace McDowell, Jr. (* 1935), US-amerikanischer Unternehmer
- William McDowell, US-amerikanischer Gospelsänger und Prediger

### MacDowell
- Al MacDowell (* um 1958), US-amerikanischer Fusion-Musiker
- Andie MacDowell (* 1958), US-amerikanische Schauspielerin
- Douglas M. MacDowell (1931–2010), schottischer Altphilologe
- Dungal Macdowell († vor 1327), schottischer Adliger und Militär
- Edward MacDowell (1860–1908), US-amerikanischer Komponist und Pianist